# Juan Ruiz de Arce
Juan Ruiz de Arce (Alburquerque, 1507 – Alburquerque, 1570) è stato un militare spagnolo, facente parte della schiera di conquistadores che, agli ordini di Francisco Pizarro, operarono la conquista del Perù, impresa della quale ha lasciato una dettagliata relazione.

## Origini
Juan Ruiz de Arce è conosciuto anche come Juan Ruiz de Alburquerque per via dell'abitudine, diffusa all'epoca, di aggiungere al proprio nome quello della città natale.
Suo padre, Martín Ruiz de Arce, era un hidalgo di nobile origine, discendente da una famiglia di Santander ed aveva partecipato, con onore, alle campagne di Navarra.
I Ruiz de Arce si erano stabiliti in Alburqueque ad opera del nonno del futuro conquistador, che si era distinto, perdendo la vita per il suo sovrano, nella famosa battaglia di Toro.
Seguendo le tradizioni di famiglia, il giovane Juan, rimasto orfano di padre, nel 1525, si imbarcò per le Indie in cerca di fortuna, contando di procurarsela con il mestiere che gli era più congeniale, quello delle armi.

## I primi anni nelle colonie
L'esordio di Ruiz de Arce non fu confortante. Tentò la fortuna nell'isola di Hispaniola e in Giamaica per passare poi sul continente in Honduras dove rimase due anni, sempre occupandosi di imprese militari. Malgrado avesse affrontato più volte privazioni e pericoli, a volte nelle giungle insidiose, a volte in scontri con gli indigeni, la sua condizione rimaneva precaria e il miraggio di una facile ricchezza si allontanava sempre più dal suo orizzonte.
Non gli andò meglio in Nicaragua, alla cui conquista si impegnò agli ordini dell'avido Predrarias Davila. Il governatore non era tipo da favorire i suoi subalterni e, quanti avevano lottato per lui, dovettero accontentarsi di insignificanti prebende.
La sua fortuna si materializzò con l'annuncio di una nuova spedizione verso le terre inesplorate del Sud. Hernando de Soto stava cercando dei proseliti per unirsi a Pizarro e Juan de Arce non si tirò indietro. Il grosso della truppa era già partito quando la notizia gli era pervenuta, ma non si perse d'animo per questo e, con quattordici avventurosi come lui, si pose all'inseguimento su un piccolo legno.
Raggiunse Pizarro nella baia di San Matteo e fece in tempo a partecipare ai combattimenti dell'isola di La Puna e allo sbarco a Tumbez, la porta marittima dell'impero degli Inca. Quando i centosessantotto spagnoli, che costituivano l'armata di invasione, marciarono sulle Ande verso una improbabile vittoria, Ruiz de Arce era con loro.
La conquista del Perù era cominciata. 

## La conquista del Perù
Lo scontro di Cajamarca in cui si decisero le sorti dell'impero degli Inca, fu preceduto da un incontro, tra un'ambasceria di alcuni cavalieri spagnoli e Atahuallpa. Juan Ruiz de Arce fece parte di questo drappello e ci ha lasciato una descrizione particolareggiata dell'importante avvenimento che confrontò, per la prima ed ultima volta, un gruppo di europei e il sovrano inca ancora in tutta la sua maestà e in possesso del potere imperiale.
Durante la battaglia, o meglio la carneficina perché gli indigeni erano disarmati, Ruiz de Arce, con gli altri cavalleggeri, caricò le schiere frastornate, mentre Pizarro si impadroniva del sovrano.
Come è noto, Atahuallpa, in cambio della vita offrì un favoloso riscatto, in oro ed argento, che andava ben al di là anche delle più ardite speranze degli avidi avventurieri che lo avevano fatto prigioniero. il nostro conquistador de Alburquerque ebbe come parte, di sua spettanza, trecentotrentanove marcos de plata e ottomilaottocento pesos de oro. Era la ricchezza e l'impresa non era ancora terminata.
Restava da definire la sorte del sovrano prigioniero. Il riscatto era stato versato e una parola era stata data, ma i funzionari regi e il domenicano Vicente de Valverde sostenevano che la sicurezza dell'impresa esigeva la sua morte. Secondo loro, il sovrano umiliato, una volta rimesso in libertà avrebbe raccolto intorno a sé le sue truppe e avrebbe cercato una sanguinosa vendetta.
Pizarro era indeciso sul da farsi, diviso tra gli opposti sentimenti del senso dell'onore e della opportunità pratica. Gli altri capitani, come assicura Ruiz de Arce nella sua relazione, propendevano per rispettare gli impegni assunti e proponevano di inviare Atahuallpa in Spagna, a disposizione della Corte imperiale.
Secondo Arce, i più accesi capitani vennero inviati, con una scusa, in ricognizione. I servi indigeni degli Spagnoli avevano denunciato dei movimenti di truppe indigene e fu deciso di verificare le loro denunce. Se fossero risultate false Atahuallpa sarebbe stato salvo e, con questi presupposti, Hernando de Soto e altri cinque ufficiali andarono in perlustrazione. Naturalmente di eserciti in armi non vi era alcuna traccia, ma quando tornarono a Cajamarca, il destino del sovrano inca era ormai compiuto.
Il 26 luglio del 1533 Atahuallpa venne ucciso nella piazza di Cajamarca a mezzo del garrote. In realtà era stato condannato a morire sul rogo, ma le modalità dell'esecuzione vennero modificate in seguito alla sua decisione di abbracciare la fede cristiana. Sorge del tutto spontaneo il dubbio sulla spontaneità di questa conversione, sopravvenuta di fronte alle fiamme del supplizio, ma era tale l'ipocrisia dei suoi carnefici, che questo sospetto non parve nemmeno sfiorare le truppe schierate per l'occasione.
L'impero inca doveva però essere ancora conquistato e l'impresa si presentava difficile. Gli eserciti di Atahuallpa occupavano ancora la capitale e la loro resistenza si preannunciava accanita. Ciò nonostante gli Spagnoli si incamminarono alla volta del Cuzco, inebriati dalla recente vittoria e speranzosi di guadagnare un ancora più ricco bottino.
Come si era temuto, la loro avanzata venne presto infastidita da attacchi continui che misero a dura prova la loro vigilanza. Hernando de Soto fu mandato in esplorazione e con esso parti Ruiz de Arce. Quella che doveva essere solo una missione di avanguardia si rivelò, in realtà, la missione più pericolosa di tutta l'avventurosa marcia verso il Cuzco.
La pattuglia venne sorpresa su una cresta ed attaccata duramente. Gli inca avevano il vantaggio della posizione e aggredirono decisamente gli uomini, impossibilitati a servirsi dei cavalli affaticati, uccidendo cinque cavalieri e ferendo quasi tutti gli altri. Fu giocoforza per gli Spagnoli raggiungere un poggio e tricerarsi per la notte. Anche i cavalli erano stati quasi tutti feriti e gli uomini paventavano l'arrivo del mattino che avrebbe significato la ripresa dei combattimenti. Nel silenzio della notte si udì, ad un tratto, il suono di una tromba. Erano i soccorsi che arrivavano, inviati dal lungimirante Pizarro. Anche gli inca avevano avvertito l'arrivo dei rinforzi e decisero di lasciare il campo. La via del Cuzco era di nuovo aperta.
La conquista della capitale dell'impero fornì nuove ricchezze ai suoi conquistatori ed alcuni si ritennero paghi del successo ottenuto e chiesero di essere congedati per ritornare in patria.
Juan Ruiz de Arce fu tra costoro e nel 1535 riguadagnò le coste della Spagna, carico di gloria e di ricchezze.

## Ritorno in Spagna
La prima preoccupazione di Ruiz de Arce fu quella di presentarsi ai suoi sovrani per rendere conto degli avvenimenti che lo avevano visto protagonista.
Carlo V era assente e, in sua vece, fu ricevuto dall'imperatrice. La fedeltà sempre dimostrata dalla sua famiglia si aggiunse ai suoi meriti personali e venne deciso di riconoscergli ufficialmente un blasone e uno scudo d'armi composto da: león, ave fenix y ocho granadas. La fiducia era ben riposta perché il nuovo nobile accettò di versare quasi tutto l'oro che aveva guadagnato in Perù alle casse dello Stato in cambio di una rendita perpetua di seicento ducati.
Dopo una breve permanenza a Corte, dove era ammirato e invidiato da tutti, il fortunato conquistador decise di rientrare nel suo paese natale per dedicarsi ad una vita finalmente tranquilla dopo tante avventure.

## Ultimi anni
Juan Ruiz de Arce si sposò con una dama locale, doña María Gutierréz, dalla quale ebbe diversi figli. La sua vita in Alburquerque si svolse sempre nell'agiatezza. Aveva dodici scudieri, numerosi servi e lacchè oltre ad alcuni schiavi neri. Si serviva di posate d'oro e d'argento ed aveva una vera passione per la caccia a cui si dedicava con ottimi cani ed abili falconi.
Il suo senso dell'onore era però rimasto sempre notevole e, quando la guerra con la Francia richiese, nel 1542, una leva aggiuntiva, corse ad arruolarsi. Non ebbe bisogno di combattere perché la ritirata delle truppe francesi fece rientrare la minaccia, tuttavia resta il documento che registra la sua disponibilità a servire il suo Re con tanto di cavallo e lancia.
Ruiz Arce era convinto di dovere la sua fortuna non solo ai suoi sacrifici, ma a quelli di tutti i suoi antenati e si preoccupò di instillare il suo radicato senso della famiglia nei suoi stessi figli. A tal fine scrisse una relazione di tutte le sue avventure preceduta dal riferimento alle imprese dei suoi predecessori.
La conquista del Perù vi è tratteggiata con una naturalezza inusitata ed è ricca di particolari che trovano, per la maggior parte, riscontro nelle opere dei cronisti contemporanei. L'autore dimostra inoltre una curiosità innata per tutti gli aspetti, diremo oggi, etnografici e trascrive il nome di tutti i villaggi incontrati sul cammino, descrivendo altresì le abitudini delle genti che li abitavano.

## Edizioni
- Advertencias de Juan Ruiz de Arce a sus sucesores (in tres testigos de la conquista del Perú) - Colección Austral - Madrid 1964